# Inverso destro e sinistro
In matematica e in particolare in algebra astratta, dato un magma {\displaystyle (X,\cdot )} con elemento neutro {\displaystyle 1,} per ogni elemento {\displaystyle x\in X} è possibile definire inverso destro di {\displaystyle x} un elemento {\displaystyle d_{x}\in X} tale che {\displaystyle x\cdot d_{x}=1} e inverso sinistro di {\displaystyle x} un elemento {\displaystyle s_{x}\in X} tale che {\displaystyle s_{x}\cdot x=1.}

## Proprietà
Se l'operazione binaria {\displaystyle \cdot } è associativa, allora si ha che: 
- L'inverso destro e l'inverso sinistro di {\displaystyle x,} se esistono, coincidono. Infatti {\displaystyle s_{x}=s_{x}\cdot 1=s_{x}\cdot (x\cdot d_{x})=(s_{x}\cdot x)\cdot d_{x}=1\cdot d_{x}=d_{x}.}
- L'inverso di {\displaystyle x,} se esiste, è unico. Infatti, siano {\displaystyle a} e {\displaystyle b} due inversi dell'elemento {\displaystyle x,} allora {\displaystyle a=a\cdot 1=a\cdot (x\cdot b)=(a\cdot x)\cdot b=1\cdot b=b.} Si indica allora l'unico elemento inverso di {\displaystyle x} con {\displaystyle x^{-1}.}
- L'elemento {\displaystyle x} è l'inverso di {\displaystyle x^{-1}} (segue dalla definizione di inverso).
- Ogni elemento commuta con il suo inverso. Infatti, {\displaystyle x\cdot x^{-1}=1=x^{-1}\cdot x.}
- L'inverso dell'inverso è l'elemento stesso. Infatti, sia {\displaystyle x} che {\displaystyle (x^{-1})^{-1}} sono inversi di {\displaystyle x^{-1}}. Allora, per l'unicità dell'inverso, abbiamo che {\displaystyle x=(x^{-1})^{-1}.}
- Se {\displaystyle x} e {\displaystyle y} hanno un inverso, allora l'inverso di {\displaystyle x\cdot y} è {\displaystyle y^{-1}\cdot x^{-1}.} Infatti, {\displaystyle (x\cdot y)\cdot (y^{-1}\cdot x^{-1})=x\cdot (y\cdot y^{-1})\cdot x^{-1}=x\cdot 1\cdot x^{-1}=x\cdot x^{-1}=1.}